# Un hombre lobo americano en París
Un hombre lobo americano en París (en inglés, An American Werewolf In Paris) es una coproducción estadounidense, francesa, neerlandesa, luxemburguesa y británica, dirigida por Anthony Waller. Estrenada en 1997, salió a la venta en VHS y en DVD en 1998. Es secuela de An American Werewolf in London (1981), la cual fue dirigida por John Landis.

## Historia
La película trata acerca de tres jóvenes estadounidenses: Andy, Chris y Brad, que van a París de vacaciones y deciden ir a la Torre Eiffel a hacer puenting. Andy, el protagonista, está a punto de saltar cuando ve a una joven que está a punto de suicidarse tirándose de la torre. La joven se lanza al vacío y Andy salta para atraparla. Andy logró atrapar a la joven por el pie y en último instante antes de tocar el suelo, quedaron colgando. La joven tuvo la oportunidad de bajarse con tranquilidad, en cambio Andy, debido a la naturaleza de la cuerda elástica, rebotó hacia arriba con velocidad. Cuando Andy intentó avisarle a la joven que se había quedado con su zapato, se golpeó con uno de los tubos de la torre, lo cual lo dejó inconsciente.
Los amigos de Andy lo llevan al hospital y éste, debido a la anestesia, empieza a alucinar con aquella joven. Al despertar, busca una carta que esa joven llevaba, cuando trató de suicidarse, y que probablemente aún estaba cerca de la torre Eiffel. Cuando encontró la carta, esta le condujo hasta la casa de la joven, y él se presentó allí con la excusa de devolverle el zapato que ella había perdido. Al llegar a su casa y extender ella la mano para recibir el zapato, vieron que estaba manchada de rojo. Cuando le preguntaron qué era eso, se puso nerviosa y respondió que estaba pintando el sótano. 
Andy supo que ella guardaba un oscuro secreto, que iba a descubrir pronto, ya que ella es una mujer lobo que había matado a su madre (en varios momentos de la película se insinúa que pudo ser la hija biológica de Alex y David, protagonistas de Un Hombre Lobo Americano en Londres) y mutilado a su padrastro , un científico que estudiaba el método de curarla y que, a causa de un experimento fallido Sérafine se transformó en el acto. Ambos además deberán luchar con un grupo de hombres lobo liderados por Claude, que desea ser una nueva especie dominante y que desean la fórmula del padrastro de Sérafine.
Serafine y Andy se enteran de una fiesta del 4 de julio que Claude ha planeado y se infiltran en ella. Ayudan a los asistentes a la fiesta a escapar, y Andy logra matar al hombre lobo que se comió el corazón de Brad, liberando así a Brad. Llega la policía y se produce una pelea. Andy y Serafine logran matar a muchos hombres lobo, y Serafine cambia a su forma de bestia para luchar cuando se queda sin municiones. Durante una pelea entre Serafine y otro hombre lobo, Andy dispara a uno de los lobos, pero resulta que le disparó a Serafine. Cuando vuelve a su forma humana, le ruega que la mate, pero él no puede y las autoridades que llegan a la escena asumen que él está tratando de matarla antes de escapar.

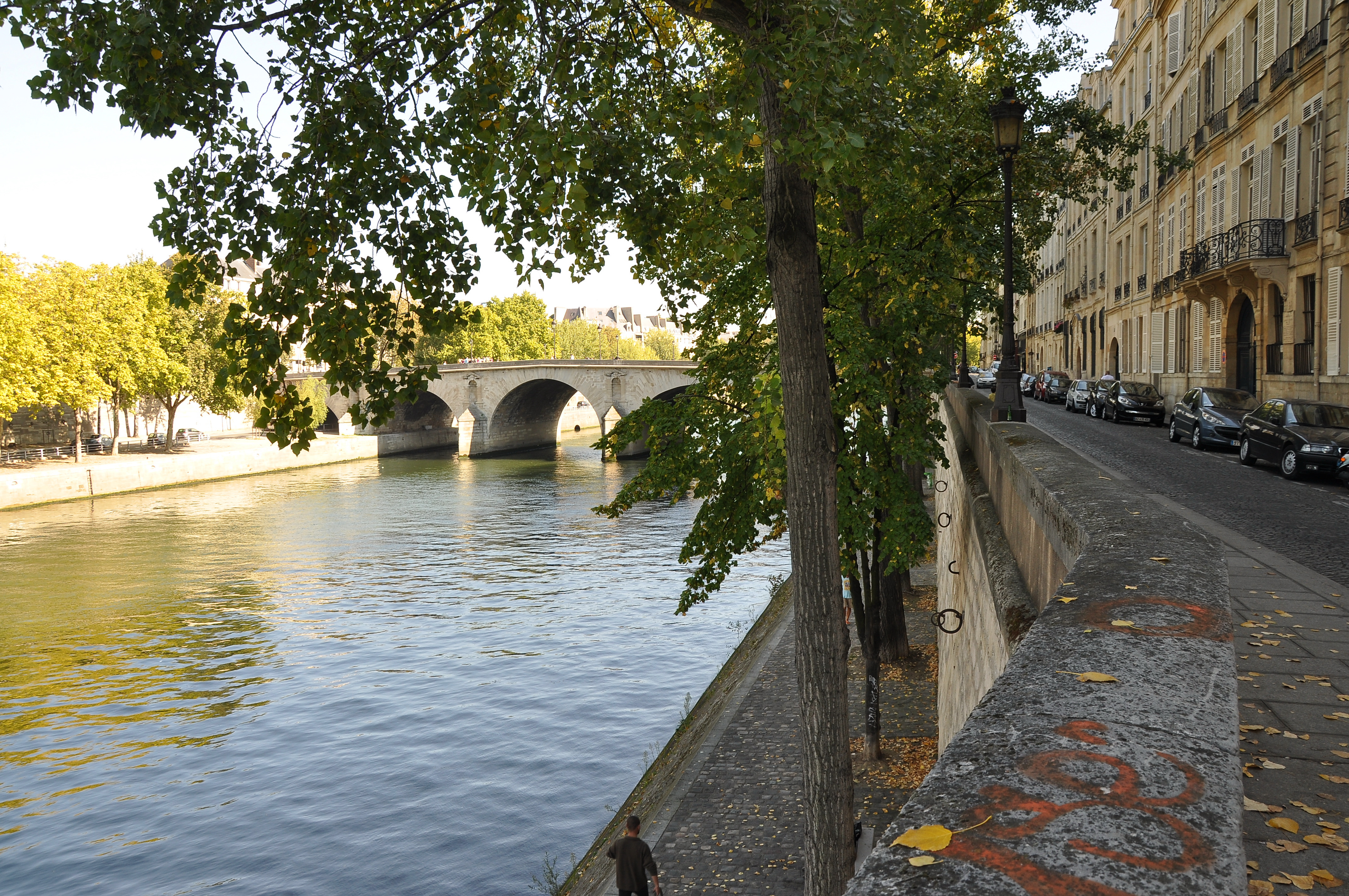
Muelle de Bourbon, es un muelle ubicado en París durante la película.

Claude se abre camino hacia un tren subterráneo, pero se desliza sobre las vías. Un tren choca contra él, lo que hace que se transforme de nuevo en humano. Intenta tomar otra dosis de la droga, pero Andy lo detiene. Mientras pelean, Andy descubre que Claude es el hombre lobo que lo mordió: una cicatriz en su hombro izquierdo causada cuando Andy apuñaló al hombre lobo con una lanza. Claude intenta inyectarse la droga pero accidentalmente inyecta a Andy en su lugar. Andy se transforma en un hombre lobo, mata a Claude y se come su corazón y aúlla, rompiendo la maldición del hombre lobo. Serafine es llevada en una ambulancia, pero comienza a mostrar signos de transformación. La EMT, pensando que está entrando en shock, administra adrenalina, lo que detiene la transformación. El sedante, que se pensaba que era la "cura", en realidad desencadenó el cambio y la adrenalina tiene el efecto contrario.

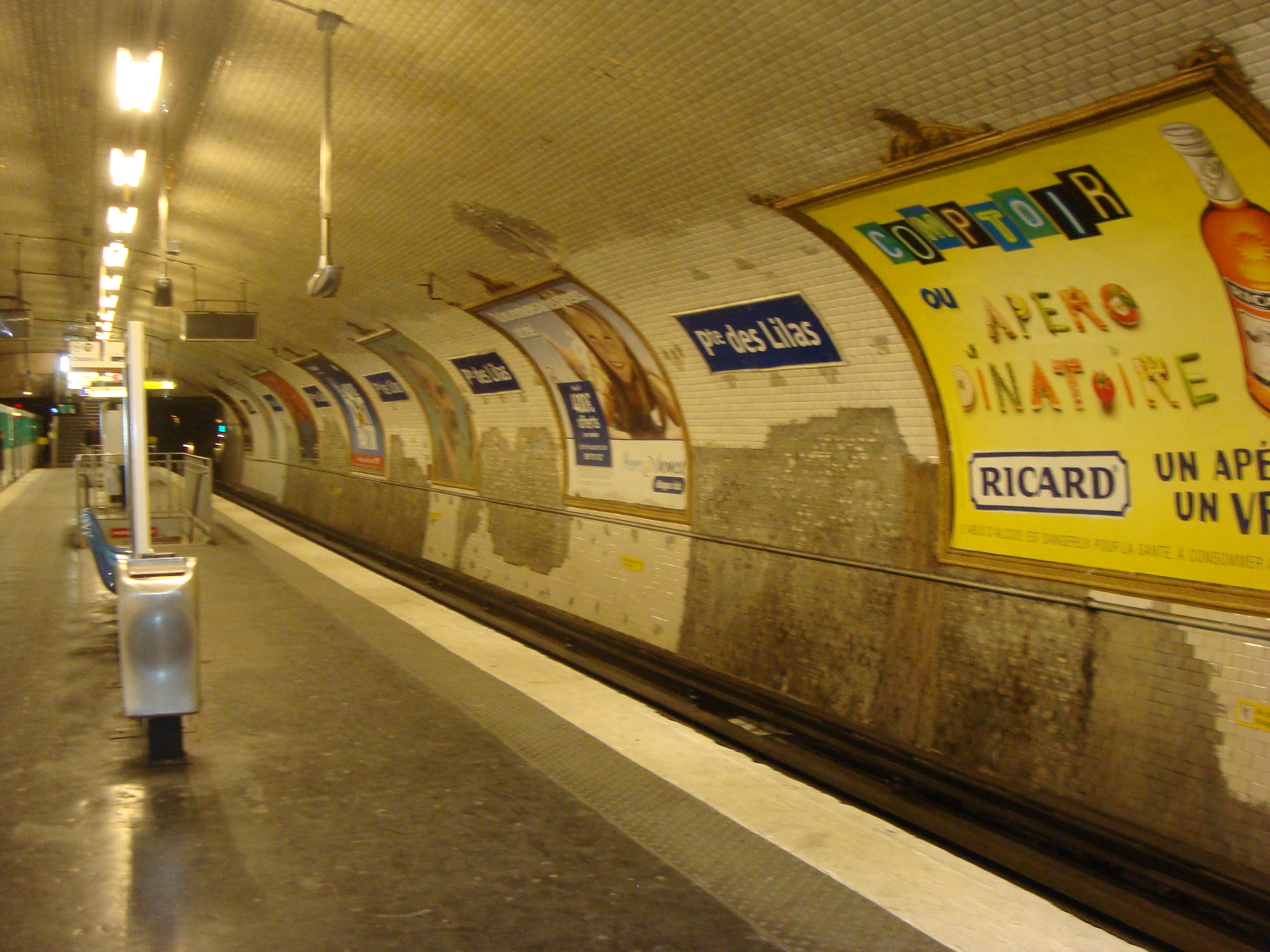
Estación de Porte des Lilas, es una estación del metro ubicada en París durante la película.

Finalmente, Serafine y Andy celebran su boda en lo alto de la Estatua de la Libertad con el amigo de Andy, Chris, que sobrevivió. La pareja parece estar controlando la maldición con una aplicación constante de actividades cargadas de adrenalina, mientras hacen puenting desde la estatua.

## Intérpretes
- Tom Everett Scott: Andy McDermott
- Julie Delpy: Sérafine Pigot
- Vince Vieluf: Brad
- Phil Buckman: Chris
- Julie Bowen: Amy Finch
- Pierre Cosso: Claude (antagonista)
- Tom Novembre: Inspector Leduc
- Thierry Lhermitte: Dr. Thierry Pigot

## Música
- Mouth de Bush.
- Psychosis de The Refreshments.
- Normal Town de Better Than Ezra.
- Never Gonna Give You Up de Cake.
- Sick Love de Redd Kross.
- Break The Glass de The Suicide Machines.
- Human Torch de Fastball.
- Soup Kitchen de Eva Trout.
- Hardset Head de Skinny Puppy.
- Turned Blue de Caroline's Spine.
- Downtime de Fat.
- Adrenaline de Phunk Junkeez.
- If I Could (What Would I Do) de Vanessa Daou.
- Loverbeast In Paris de Smoove Diamonds.
- Tema de Un hombre lobo americano en París de Wilbert Hirsch.
- Walking on the sun de Smash Mouth.

## Premios
- Nominada en los MTV Movie Awards 1998 por: Mejor Canción, Mouth de Bush
- Ganadora en los Gerardmer Film Festival 1998 por: Anthony Waller